# Henricia ornata
Henricia ornata är en sjöstjärneart som först beskrevs av Perrier 1869.  Henricia ornata ingår i släktet Henricia och familjen krullsjöstjärnor. Inga underarter finns listade i Catalogue of Life.